# Alicia Kowaltowski
 (février 2025).
Motif : Une source secondaire centrée discutable (journal d'une université) ; une brève du même jour pour le prix, en compagnie d'autres, le reste primaire. Le prix est-il suffisamment prestigieux pour justifier l'article sans pérennité de la notoriété qui soit attestée par des sources secondaires centrées ?
- Archive Wikiwix
- Bing
- Cairn
- DuckDuckGo
- E. Universalis
- Gallica
- Google
- G. Books
- G. News
- G. Scholar
- Persée
- Qwant
- (zh) Baidu
- (ru) Yandex
- (wd) trouver des œuvres sur Wikidata

| 1. | Préciser le motif de la pose du bandeau. | Précisez le motif de la pose du bandeau en utilisant la syntaxe suivante : {{admissibilité à vérifier\|date=mai 2025\|motif=remplacez ce texte par le motif}}                           |
| 2. | Informer les utilisateurs concernés.     | Pensez à avertir le créateur de l'article, par exemple, en insérant le code ci-dessous sur sa page de discussion : {{subst:avertissement admissibilité à vérifier\|Alicia Kowaltowski}} |

Alicia Juliana Kowaltowski, née le 2 avril 1974, est une biochimiste brésilienne spécialiste du métabolisme. En 2024, elle reçoit le Prix L'Oréal-UNESCO pour les femmes et la science.

## Biographie
Alicia Kowaltowski grandit sur le campus de l'université d'État de Campinas, où ses parents sont tous les deux enseignants,. Enfant, elle reçoit en cadeau un microscope et des kits de chimie qui la passionnent. Elle suit des cours de sciences à l'école technique d'État Conselheiro Antônio Prado de Campinas où elle apprend les techniques de la biochimie. Elle suit des études de médecine à l'université d'État de Campinas et obtient son diplôme de médecine en 1997. En 1999, elle soutient sa thèse de doctorat en sciences médicales dans la même université sous la direction d'Anibal Eugenio Vercesi (pt). Ses recherches doctorales portent sur la façon dont les mitochondries contrôlent la production de radicaux libres. Elle effectue ses recherches postdoctorales sur la façon dont le transport du potassium peut protéger le cœur à l'Oregon Graduate Institute (en) auprès de Keith Garlid entre 1999 et 2000.

En 2000, entre rejoint l'Université de Sao Paulo en tant qu'enseignante. Elle mène ses recherches au département de biochimie de cette université, comme professeure titulaire. Ses recherches portent sur le métabolisme des cellules souches musculaires notamment et sur la surcharge lipidique dans les cellules hépatiques. Elle fait partie du comité éditorial de la revue Biochemical Journal. En 2024, elle reçoit le Prix L'Oréal-UNESCO pour les femmes et la science,,

« Pour ses travaux sur la biologie des mitochondries qui sont la principale source d’énergie des cellules, dont elles constituent les batteries. Ses travaux ont permis de comprendre l'implication du métabolisme énergétique dans les maladies chroniques, notamment l'obésité et le diabète, ainsi que dans le vieillissement. »

.
Alicia Kowaltowski milite également pour le libre accès aux publications scientifiques,,.

## Distinction et récompenses
- 2024 : Prix L'Oréal-UNESCO pour les femmes et la science[15],[1].
- 2018 : Membre de l'Académie brésilienne des sciences[7].
- 2006 : Bourse Guggenheim[16].

## Publications
- Alicia Kowaltowski, O que é metabolismo?: Como Nossos Corpos Transformam o que Comemos no que Somos, Oficina de Textos, 3 décembre 2015 (ISBN 8579751977)
- Alicia Kowaltowski et Fernando Abdulkader, Where Does All That Food Go?: How Metabolism Fuels Life, Copernicus, 15 août 2020 (ISBN 3030509672)